# Ágii Asómati (Arcadie)
Ágii Asómati (grec moderne : Άγιοι Ασώματοι) est une localité située dans le dème de Cynourie-du-Nord, dans le district régional d'Arcadie, dans la périphérie du Péloponnèse, en Grèce.
Selon le recensement de 2021, elle compte 5 habitants.